# 聖安蒂奧科島

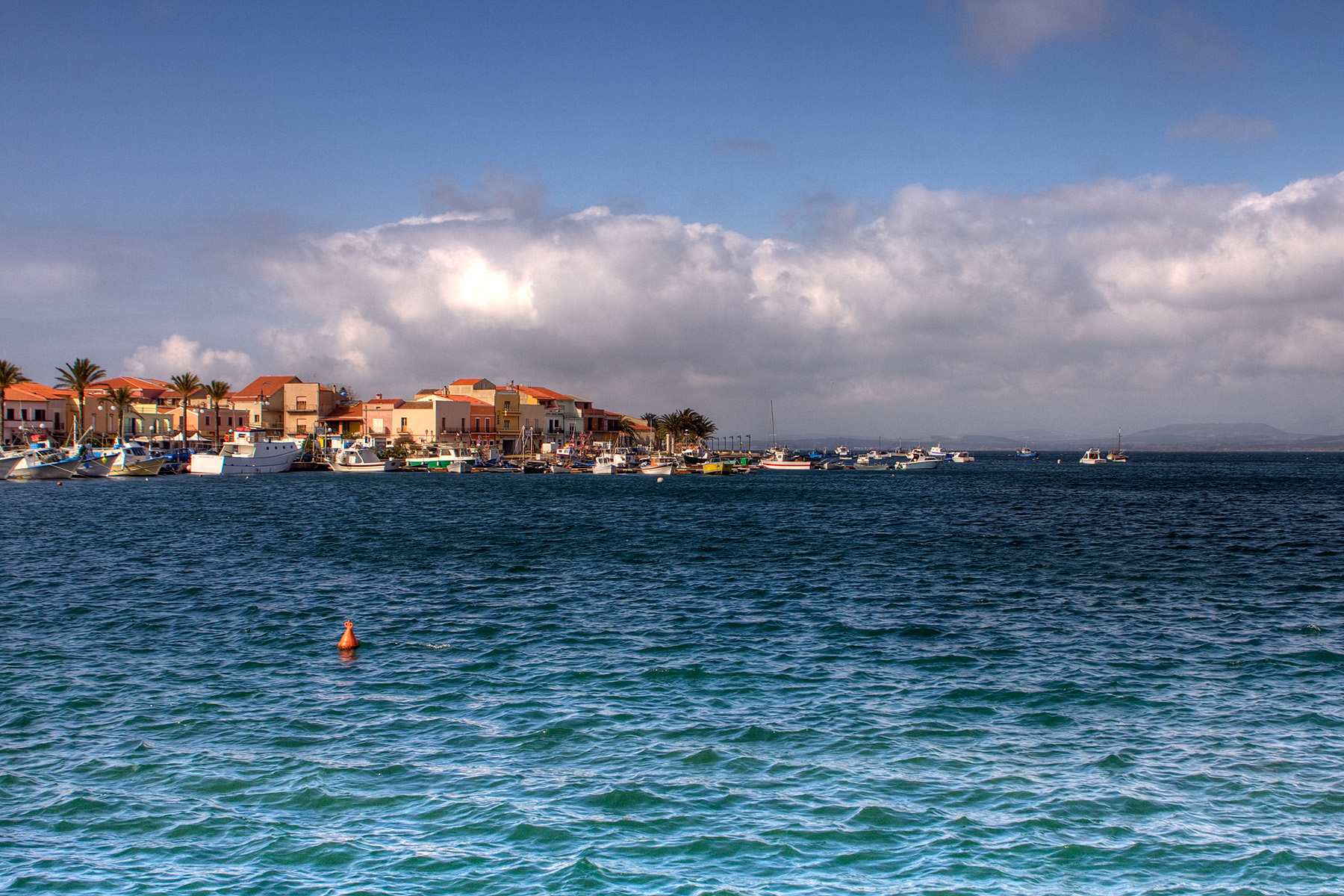
从海上眺望圣安蒂奥科市镇

聖安蒂奧科島（義大利語：Isola di Sant'Antioco）是意大利的島嶼，距離卡利亞里87公里，面積115.6平方公里，主要經濟活動有鹽業、造船業、漁業、旅遊業和農業，2010年人口11,630。